# 拉皮奥
拉皮奥（義大利語：Lapio），是意大利阿韦利诺省的一个市镇。总面积15.03平方公里，人口1664人，人口密度110.7人/平方公里（2009年）。ISTAT代码为064042。